# Chaj-sün 09
Chaj-sün 09 je oceánská hlídková loď správy námořní bezpečnosti Čínské lidové republiky. Je to její největší plavidlo.

## Stavba
Plavidlo postavila čínská loděnice Huangpu Wenchong v Kantonu, která je součástí koncernu China State Shipbuilding Corporation (CSSC). Kýl plavidla byl založen 28. dubna 2020 a na vodu bylo spuštěno 29. září téhož roku. Do služby bylo přijato 23. října 2021.

## Konstrukce
Plavidlo je vybaveno dvěma vodními děly. Na zádi se nachází přistávací plocha a hangár pro jeden vrtulník. Za ní je plošina pro specializované vybavení uložené ve standardizovaných kontejnerech. Pohonný systém tvořily čtyři diesely pohánějící dva lodní šrouby se stavitelnými lopatkami. Manévrovací schopnosti zlepšují dva na přídi a jeden na zádi dokormidlovacích zařízení. Nejvyšší rychlost přesahuje 25 uzlů. Dosah přesahuje 10 000 námořních mil při cestovní rychlosti 16 uzlů. Autonomie provozu přesahuje 90 dnů.